# Сенниця-Крулевська-Мала
Сенниця-Крулевська-Мала (пол. Siennica Królewska Mała) — село в Польщі, у гміні Сенниця-Ружана Красноставського повіту Люблінського воєводства.
Населення — 246 осіб (2011).
У 1975-1998 роках село належало до Холмського воєводства.

## Демографія
Демографічна структура станом на 31 березня 2011 року:
|          | Загалом | Допрацездатний вік | Працездатний вік | Постпрацездатний вік |
| -------- | ------- | ------------------ | ---------------- | -------------------- |
| Чоловіки | 122     | 25                 | 77               | 20                   |
| Жінки    | 124     | 15                 | 67               | 42                   |
| Разом    | 246     | 40                 | 144              | 62                   |